# Comuna Pîleavka, Stara Sîneava
Pîleavka (în ucraineană Пилявка) este o comună în raionul Stara Sîneava, regiunea Hmelnîțkîi, Ucraina, formată din satele Karpivți și Pîleavka (reședința).

## Demografie
Componența lingvistică a comunei Pîleavka
     Ucraineană (99,47%)
     Alte limbi (0,53%)
Conform recensământului din 2001, majoritatea populației comunei Pîleavka era vorbitoare de ucraineană (99,47%), existând în minoritate și vorbitori de alte limbi.